# Aleksandr Kozlov (calciatore)
Aleksandr Sergeevič Kozlov (in russo Александр Сергеевич Козлов?; Mosca, 19 marzo 1993 – 15 luglio 2022) è stato un calciatore russo, di ruolo attaccante.

## Biografia
Morì il 15 luglio 2022 mentre si allenava con la squadra della Zorkij Krasnogorsk, all'epoca in Terza serie; secondo i medici il decesso fu causato da un trombosi.

## Carriera

### Club

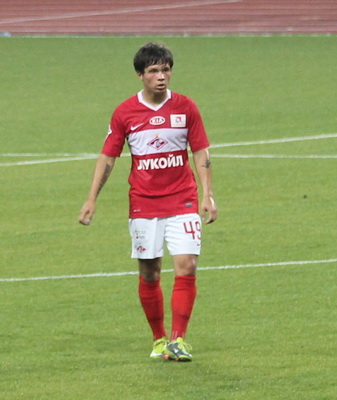
Kozlov in azione con lo nel 2010.

Cresciuto nelle giovanili dello Spartak Mosca, con le giovanili di tale club disputò il Torneo di Viareggio 2009, siglando una doppietta contro il pari età del Nacional Il 25 aprile 2010 debuttò giovanissimo a soli 17 anni entrando nel finale dell gara contro lo Spartak-Nal'čik al posto di Jano Ananidze. Il 3 novembre 2010 riuscì anche a debuttare nelle coppe europee giocando i minuti finali della gara contro il Chelsea valida per la fase a gironi della Champions League. Nella sua stagione di esordio, ancora da minorenne, riuscì così a totalizzare dodici presenze in Prem'er-Liga, sebbene tutte partendo dalla panchina. La soddisfazione della prima rete arrivò il 14 agosto 2011, quando siglò la rete del definitivo 3-0 contro l'Anži. 
Il suo utilizzo in squadra, però, anziché aumentare diminuì e dopo una stagione russa insolitamente lunga in cui giocò otto incontri, nell'estate del 2012 passò in prestito al Chimki, in seconda serie. Appena un mese dopo, con quattro gare all'attivo, Kozlov fece ritorno alla base: nei successivi tre anni giocò prevalentemente con lo Spartak-2 Mosca, la squadra riserve che militava in terza serie, limitato anche dalla rottura del crociato che lo tenne fuori dai campi per oltre un anno nel 2014. Diede così il suo contributo alla vittoria del girone che portò la formazione riserve alla promozione in seconda serie, mentre in prima squadra nello stesso triennio disputò appena due incontri in campionato.
Nel luglio del 2016 si trasferì quindi al Tosno, club di seconda serie, salvo passare già a fine agosto dopo appena due gare giocate al Fakel Voronež, club della medesima categoria. Anche l'avventura al Fakel non durò a lungo: dopo appena mesi e quindici gare di campionato disputate senza reti all'attivo a gennaio del 2017 andò in Kazakistan, giocando per l'Oqjetpes. In questo club il suo impiego fu più costante (28 presenze con 4 reti all'attivo), ma la squadra finì ultima in Prem'er Ligasy, retrocedendo.
Nel febbraio del 2018 tornò in patria, accasandosi con il Tjumen', squadra di seconda serie; rimase fino a fine stagione, giocando appena cinque incontri. Nell'estate dello stesso anno andò al Chimki, sempre in seconda serie, rimanendovi fino a fine anno: disputò appena 6 gare, mettendo a segno una rete, nella sconfitta per 4-2 contro il Krasnodar-2. Nel febbraio 2019 trovò un ingaggio con l'Ararat Mosca, finendo addirittura tra i dilettanti.
Curiosamente la sua squadra successiva fu di nuovo l'Ararat, ma stavolta si trattava della squadra armena che disputava la massima serie. Rimasto svincolato nell'ottobre 2020, dopo cinque mesi trovò ingaggio con l'Aluston-JUBK, squadra del non riconosciuto campionato di Crimea. Nell'estate del 2022 aveva raggiunto l'accordo con lo Zorkij Krasnogorsk.

### Nazionale
Giocò con le selezioni giovanili russe, accumulando presenze sia in Under-16, che in Under-18, che in Under-18, che in Under-19, con l'impressionante bottino di 37 reti all'attivo nelle quattro selezioni. Il 14 novembre 2012 debuttò con l'Under-21 giocando il primo tempo dell'amichevole contro i pari età della Slovacchia: fu un esordio condito da un'immediata doppietta che decise l'esito dell'incontro. Il 26 marzo 2013 giocò con la medesima selezione il suo primo incontro ufficiale, quello contro Andorra valido per Qualificazioni al campionato europeo di calcio Under-21 2015. Disputò in tutto otto gare con l'Under-21 con tre reti all'attivo.

## Statistiche

### Presenze e reti nei club
| Stagione               | Squadra                | Campionato             | Campionato | Campionato | Coppe nazionali | Coppe nazionali | Coppe nazionali | Coppe continentali | Coppe continentali | Coppe continentali | Totale | Totale |
| Stagione               | Squadra                | Comp                   | Pres       | Reti       | Comp            | Pres            | Reti            | Comp               | Pres               | Reti               | Pres   | Reti   |
| ---------------------- | ---------------------- | ---------------------- | ---------- | ---------- | --------------- | --------------- | --------------- | ------------------ | ------------------ | ------------------ | ------ | ------ |
| 2010                   | Spartak Mosca          | PL                     | 12         | 0          | CR              | 1               | 0               | UCL+UEL            | 2+1                | 0+0                | 16     | 0      |
| 2011-2012              | Spartak Mosca          | PL                     | 8          | 1          | CR              | 1               | 0               | UEL                | 1                  | 0                  | 10     | 1      |
| ago-set 2012           | Chimki                 | PFN Ligi               | 4          | 0          | CR              | 0               | 0               | -                  | -                  | -                  | 4      | 0      |
| set 2012-2013          | Spartak Mosca          | PL                     | 1          | 0          | CR              | 0               | 0               | UCL                | 1                  | 0                  | 2      | 0      |
| 2015-2016              | Spartak Mosca          | PL                     | 1          | 0          | CR              | 0               | 0               | -                  | -                  | -                  | 1      | 0      |
| Totale Spartak Mosca   | Totale Spartak Mosca   | Totale Spartak Mosca   | 22         | 1          |                 | 2               | 0               |                    | 5                  | 0                  | 29     | 1      |
| 2013-2014              | Spartak-2 Mosca        | PPF Ligi               | 19         | 9          | -               | -               | -               | -                  | -                  | -                  | 19     | 9      |
| 2014-2015              | Spartak-2 Mosca        | PPF Ligi               | 1          | 0          | -               | -               | -               | -                  | -                  | -                  | 1      | 0      |
| 2015-2016              | Spartak-2 Mosca        | PFN Ligi               | 16         | 1          | -               | -               | -               | -                  | -                  | -                  | 16     | 1      |
| Totale Spartak-2 Mosca | Totale Spartak-2 Mosca | Totale Spartak-2 Mosca | 36         | 10         |                 | 0               | 0               |                    | 0                  | 0                  | 36     | 10     |
| lug-ago 2016           | Tosno                  | PFN Ligi               | 2          | 0          | CR              | 0               | 0               | -                  | -                  | -                  | 2      | 0      |
| ago 2016-gen 2017      | Fakel Voronež          | PFN Ligi               | 15         | 0          | CR              | 1               | 0               | -                  | -                  | -                  | 16     | 0      |
| 2017                   | Oqjetpes               | PL                     | 28         | 4          | CK              | ?               | ?               | -                  | -                  | -                  | 28+    | 4+     |
| feb-giu 2018           | Tjumen'                | PFN Ligi               | 5          | 0          | CR              | 0               | 0               | -                  | -                  | -                  | 5      | 0      |
| 2018-gen 2019          | Chimki                 | PFN Ligi               | 6          | 1          | CR              | 1               | 0               | -                  | -                  | -                  | 7      | 1      |
| Totale Chimki          | Totale Chimki          | Totale Chimki          | 10         | 1          |                 | 1               | 0               |                    | -                  | -                  | 11     | 1      |
| 2019-2020              | Ararat                 | BC                     | 19         | 4          | CA              | 1               | 0               | -                  | -                  | -                  | 20     | 4      |
| Totale carriera        | Totale carriera        | Totale carriera        | 145        | 21         |                 | 5+              | 0+              |                    | 5                  | 0                  | 155+   | 21+    |

## Palmarès
- PPF Ligi

Spartak-2 Mosca: 2014-2015 (Girone Ovest)